# ČSD-Baureihe M 140.1
Die ČSD-Baureihe M 140.1 war ein zweiachsiger Motortriebwagen für den Expressgutverkehr der einstigen Tschechoslowakischen Staatsbahn (ČSD). Sie waren die ersten normalspurigen Tatra-Turmtriebwagen.

## Geschichte
Nachdem um 1925 die ersten erfolgversprechenden Versuche von Motorwagen mit Verbrennungsmotor bei den Československé státní dráhy (ČSD) durchgeführt wurden, erfolgten in den Jahren darauf die ersten praktischen Einsätze mit Fahrzeugen untergeordneter Bedeutung.
Während bei Škoda und ČKD Straßenautobusse mit einem Schienenfahrwerk ausrüstet wurden, war die Grundlage für diesen Triebwagen ein herkömmlicher Güterwagen, der mit einer Antriebsanlage und einem turmartigen Führerstand versehen wurde. Der Vorteil dieser Turmtriebwagen war, dass bei einem Richtungswechsel das Fahrzeug nicht wie die ČSD-Baureihe M 120.1 mit Hilfe einer Drehvorrichtung gewendet werden musste.
Der erste Motorwagen M 140.101 wurde 1928 dem Betrieb übergeben, nach erfolgter Prüfung wurden noch drei weitere Fahrzeuge in Dienst gestellt. Sie waren für den Stückgut-Expressverkehr vorgesehen und auf den Strecken Praha–Lužná u Rakovníka, Praha–Tábor, Praha–Mladá Boleslav sowie Přerov–Brno im Einsatz. Die Abstellung erfolgte nach 1939, 1941 war das letzte Fahrzeug ausgemustert.
Der M 140.101 ist erhalten geblieben und steht im Verkehrsmuseum Bratislava.

## Technische Merkmale
Die Wagen besaßen einen 6-Zylinder-4-Takt-Benzinmotor von Tatra. Der Motor war mittig im Fahrzeug eingebaut, darüber befand sich die Lokführerkanzel. In diesem „Turm“ saß der Lokführer mit den Füßen auf dem Motor, der bei den ČSD-Baureihe M 140.0 noch als 4-Zylinder-Benzinmotor ausgeführt war. An den Seiten des Turmes waren Vorratsbehälter für Kühl- und Brennstoff untergebracht. Für die Antriebsanlage waren dieselben Aggregate wie für den M 120.3 verwendet worden.
Die Fahrzeuge hatten einfache Trichterkupplungen, ähnlich der von Straßenbahnen.
Die Eingangsschiebetür war seitlich in der Mitte, wie bei den anderen Tatra-Turmtriebwagen.